# تندی (مزه)

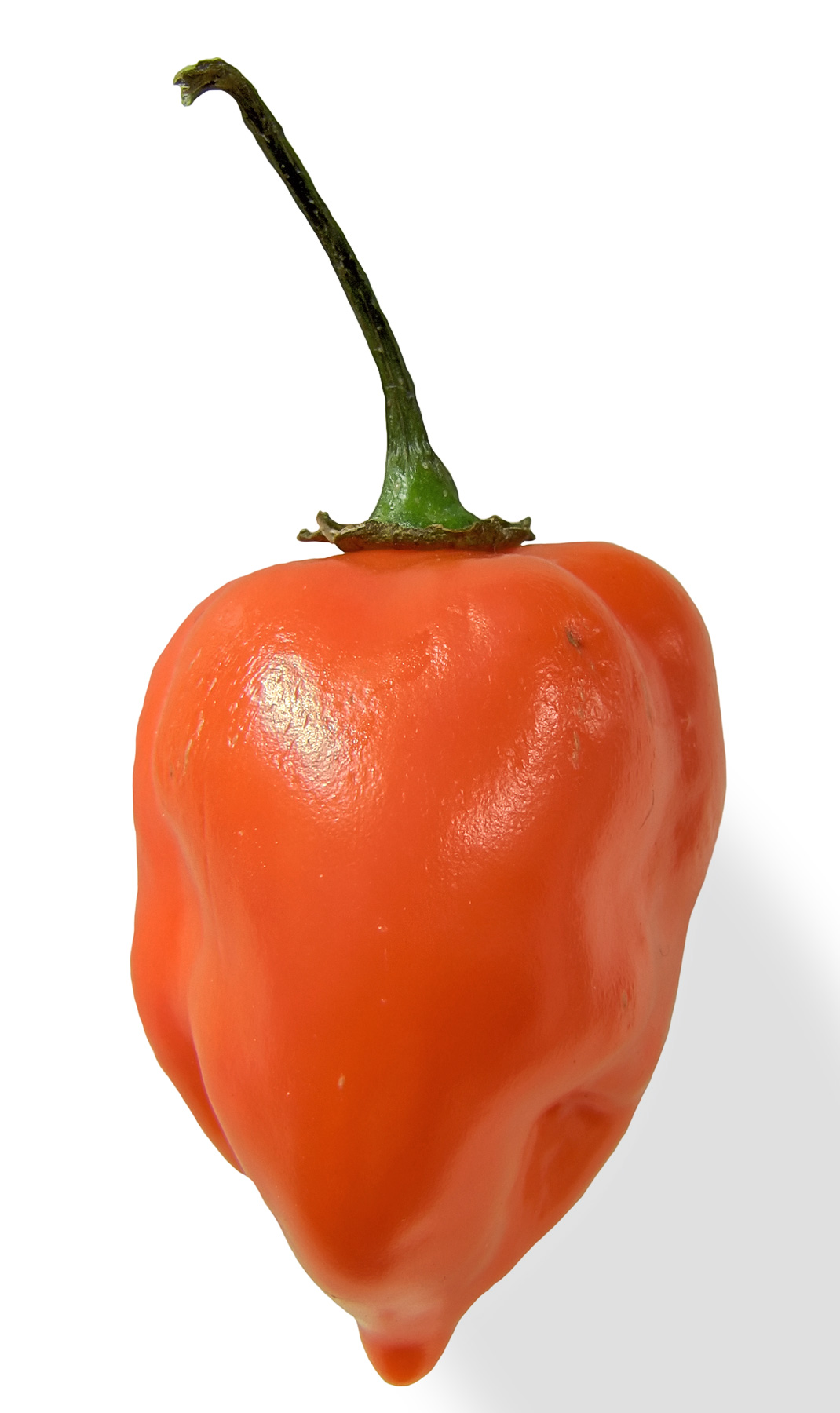
فلفل تند

تندی احساس سوزش در زبان و دهان ایجاد می‌کند. مزه‌ای به نام تندی . این احساس مربوط به ماده‌ ای است به نام کاپسی سین که در فلفل‌های تند وجود دارد. تندی یک مزه نیست چون مربوط به حس لامسه می‌شود.در آشپزی معمولاً ایجاد مزه تندی با اضافه کردن انواع فلفل به دست می‌آید.